# ادی براکن
ادی براکن (انگلیسی: Eddie Bracken; ۷ فوریهٔ ۱۹۱۵ – ۱۴ نوامبر ۲۰۰۲) یک هنرپیشه اهل ایالات متحده آمریکا بود.

## فیلم‌شناسی
از فیلم‌ها یا برنامه‌های تلویزیونی که وی در آن نقش داشته‌است می‌توان به تنها در خانه ۲: گم‌شده در نیویورک، تعطیلات نشنال لمپون و الکی‌خوش اشاره کرد.